# 20. ročník udílení Critics' Choice Movie Awards
20. ročník udílení Critics' Choice Movie Awards se konal 15. ledna 2015 v Hollywood Palladium v Kalifornii. Ceremoniál moderoval Michael Strahan. Nejvíce nominací získal film Birdman (13), ve vítězství proměnil 7.

## Vítězové a nominovaní
Nominace byly oznámeny 15. prosince 2014. Tučně označeni jsou vítězové
| Nejlepší film | Nejlepší režisér | Nejlepší herec |
| --- | --- | --- |
| - Chlapectví - Birdman - Zmizelá - Grandhotel Budapešť - Kód Enigmy - Slídil - Selma - Teorie všeho - Nezlomný - Whiplash | - Richard Linklater – Chlapectví - Wes Anderson – Grandhotel Budapešť - Ava DuVernay – Selma - Alejandro G. Iñárritu – Birdman - Angelina Jolie – Nezlomný | - Michael Keaton – Birdman - Benedict Cumberbatch – Kód Enigmy - Ralph Fiennes – Grandhotel Budapešť - Jake Gyllenhaal – Slídil - David Oyelowo – Selma |
| Nejlepší herečka | Nejlepší herec ve vedlejší roli | Nejlepší herečka ve vedlejší roli |
| - Julianne Moore – Pořád jsem to já - Jennifer Aniston – Dort - Marion Cotillard – Dva dny, jedna noc - Felicity Jones – Teorie všeho - Rosemund Pikeová – Zmizelá - Reese Witherspoonová – Divočina                                 | - J. K. Simmons – Whiplash - Josh Brolin – Skrytá váda - Robert Duvall – Soudce - Ethan Hawke – Chlapectví - Edward Norton – Birdman - Mark Ruffalo – Hon na lišku                                                                                                  | - Patricia Arquette – Chlapectví - Jessica Chastainová – A Most Violent Year - Keira Knightley – Kód Enigmy - Emma Stoneová – Birdman - Meryl Streepová – Čarovný les - Tilda Swintontonová – Ledová archa                                                                                    |
| Nejlepší mladý herec/herečka | Nejlepší filmové obsazení | Nejlepší původní scénář |
| - Ellar Coltrane – Chlapectví - Ansel Elgort – Hvězdy nám nepřály - Mackenzie Foy – Interstellar - Jaeden Lieberher – Miluj souseda svého - Tony Revolori – Grandhotel Budapešť - Quvenzhané Wallis – Annie - Noah Wiseman Babadook  | - Birdman - Chlapectví - Grandhotel Budapešť - Kód Enigmy - Čarovný les - Selma | - Alejandro G. Iñárritu, Nicolás Giacobone, Alexander Dinelaris Jr. a Armando Bo – Birdman - Richard Linklater – Chlapectví - Wes Anderson a Hugo Guinness – Grandhotel Budapešť - Dan Gilroy – Slídil - Damien Chazelle – Whiplash                                                           |
| Nejlepší adaptovaný scénář | Nejlepší animovaný film | Nejlepší akční film |
| - Gillian Flynnová – Zmizelá - Graham Moore – Kód Enigmy - Paul Thomas Anderson – Skrytá váda - Anthony McCarten – Teorie všeho - Joel Coen, Ethan Coen, Richard LaGravenese a William Nicholson – Nezlomný - Nick Hornby – Divočina | - Lego příběh - Velká šestka - Škatuláci - Kniha života - Jak vycvičit draka 2 | - Strážci Galaxie - Americký sniper - Captain America: Návrat prvního Avengera - Na hraně zítřka - Železná srdce |
| Nejlepší herec v akčním filmu | Nejlepší herečka v akčním filmu | Nejlepší sci-fi/hororový film |
| - Bradley Cooper – Americký sniper - Tom Cruise – Na hraně zítřka - Chris Evans – Captain America: Návrat prvního Avengera - Brad Pitt – Železná srdce - Chris Pratt – Strážci Galaxie                                               | - Emily Bluntová – Na hraně zítřka - Scarlett Johanssonová – Lucy - Jennifer Lawrenceová – Hunger Games: Síla vzdoru 1. část - Zoe Saldana – Strážci Galaxie - Shailene Woodley – Divergence                                                                        | - Interstellar - Babadook - Úsvit planety opic - Ledová archa - Pod kůží |
| Nejlepší filmová komedie | Nejlepší herec ve filmové komedii | Nejlepší herečka ve filmové komedii |
| - Grandhotel Budapešť - Birdman - Miluj souseda svého - Pět nejlepších - 22 Jump Street | - Michael Keaton – Birdman - Jon Favreau – Šéf - Ralph Finnes – Grandhotel Budapešť - Bill Murray – Miluj souseda svého - Chris Rock – Pět nejlepších - Channing Tatum – 22 Jump Street                                                                             | - Jenny Slate – Náhodná známost - Rose Byrne – Sousedi - Rosario Dawsonová – Pět nejlepších - Melissa McCarthy – Miluj souseda svého - Kristen Wiigová – Moje ségra má prima bráchu |
| Nejlepší dokument | Nejlepší cizojazyčný film | Nejlepší filmová architektura |
| - Život Rogera Eberta - Citizenfour: Občan Snowden - Glen Campbell: I'll Be Me - Jodorowsky's Dune - Poslední dny ve Vietnamu - Noční hosté                                                                                          | - Vyšší moc - Ida - Leviatan - Dva dny, jedna noc - Divoké historky | - Adam Stockhausen, Anna Pinnock – Grandhotel Budapešť - Kevin Thompson, George DeTitta, Jr. – Birdman - David Crank, Amy Wells – Skrytá vada - Nathan Crowley, Gary Fettis – Interstellar - Dennis Gassner, Anna Pinnock – Čarovný les - Ondrej Nekvasil, Beatrice Brennerova – Ledová archa |
| Nejlepší návrh kostýmů | Nejlepší masky | Nejlepší vizuální efekty |
| - Milena Canonero – Grandhotel Budapešť - Mark Bridges – Skrytá vada - Colleen Atwood – Čarovný les - Anna B. Sheppard – Zloba – Královna černé magie - Jacqueline Durran – Mr. Turner                                               | - Strážci Galaxie - Hon na lišku - Hobit: Bitva pěti armád - Čarovný les - Zloba – Královna černé magie | - Úsvit planety opic - Na hraně zítřka - Strážci Galaxie - Hobit: Bitva pěti armád - Interstellar |
| Nejlepší skladatel | Nejlepší písnička | Nejlepší kamera |
| - Antonio Sánchez – Birdman - Alexandre Desplat – Kód Enigmy - Jóhann Jóhannsson – Teorie všeho - Trent Reznor – Zmizelá - Hans Zimmer – Interstellar                                                                                | - „Glory“ – Common a John Legend – Selma - „Big Eyes“ – Lana Del Rey – Big Eyes - „Everything Is Awesome“ – Jo Li a The Lonely Island – Lego příběh - „Lost Stars“ –Keira Knightley – Love song - „Yellow Flicker Beat“ – Lorde – Hunger Games: Síla vzdoru 1. část | - Emmanuel Lubezki – Birdman - Rubert Yeoman – Grandhotel Budapešť - Hoyte van Hoytema – Interstellar - Dick Pope – Mr. Tuner - Roger Deakins – Nezlomný |
| Nejlepší střih | | |
| - Douglas Crise a Stephen Mirrione – Birdman - Sandra Adair – Chlapectví - Kirk Baxter – Zmizelá - Lee Smith – Interstellar - Tom Cross – Whiplash                                                                                   | | |